# КОДМ Мекнес
КОДМ Мекне́с (араб. النادي المكناسي‎) — марокканский футбольный клуб из города Мекнес. Выступает в Чемпионате Марокко (Ботола). Основан в 1962 году. Домашние матчи проводит на стадионе Стаде Онур, вмещающем 20 000 зрителей.

## Достижения
- Чемпион Марокко (1):

1994/95
- Кубок Марокко: 1

Обладатель : 1966
Финалист : 1981, 1999, 2011

## Международные выступления
- Кубок Конфедерации КАФ: 2

2005 — Первый раунд
2012 — Раунд плей-офф

## Спортивная экипировка
- Adidas